# Richard d’Étampes

Wappen Richards d’Étampes

Richard d’Étampes, auch Richard von Bretagne oder Richard de Vertus-en-Champagne (* 1395; † 2. Juni 1438 in Nantes) war Sohn des bretonischen Herzogs Johann V., des Eroberers, und Johanna von Navarra Gräfin von Étampes.

## Leben
Richard war das achte Kind aus der Ehe Johanns V. mit seiner dritten Ehefrau Johanna von Navarra, weshalb er in der Erbfolge des Herzogtums Bretagne hinten anstand.
Richards ältester Bruder Peter änderte auf Wunsch des Vaters seinen Namen und wurde als Johann VI. Herzog der Bretagne. Seine beiden Söhne Franz I. und Peter II. folgten ihrem Vater im Amt des betronischen Herzogs nach. Bei seinem Tod im Jahre 1457 war Peter II. kinderlos, so dass Richards älterer Bruder Arthur III. für 14 Monate die Nachfolge als Herzog der Bretagne antrat. Nach seinem Tod 1458 hätte die Herzogskrone eigentlich Richard zugestanden. Der war jedoch schon 1438 gestorben, so dass Franz II., Richards ältester Sohn aus seiner Ehe mit Marguerite d’Orléans, Tochter Ludwigs von Orléans, neuer bretonischer Herzog wurde.
Weitere Kinder aus dieser Ehe waren:
- Marie (* 1424; † 1477), Äbtissin
- Isabeau (* 1426; † 1438)
- Catherine (* 1428; † um 1476), ⚭ 1438 mit Wilhelm VII., Fürst von Orange
- ein Sohn (* 1436; † 1436)
- Marguerite (* 1437; † um 1466), Nonne
- Madeleine († 1462)